# رضا سلطانی
رضا سلطانی (زاده ۲۴ اسفند ۱۳۵۰ در کرمان) قهرمان سابق پرورش اندام آسیا و جهان و مربی بدنساز، مدیر ورزشی و سرمربی تیم ملی پرورش اندام ایران است. وی هم اکنون مدیر سازمان تیم‌های ملی فدراسیون بدنسازی و پرورش اندام ایران است. وی دارای مدرک تحصیلی دکتری تربیت‌بدنی و علوم ورزشی، استاد دانشگاه و مدرس دروس تربیت‌بدنی است.
وی مربی بدنساز قهرمانان بزرگ و نامی کشور همچون علیرضا دبیر، پژمان درستکار، علیرضا حیدری، حدادی، روزبهانی، حمید سوریان و... بوده است.

## سوابق قهرمانی

### مدیر ورزشی و سرمربی[۱۴]
- مسابقات آسیایی پرورش اندام سریالنکا - ۲۰۱۴ قهرمان آسیا.
- مسابقات جهانی پرورش اندام برزیل -۲۰۱۴ نایب قهرمان جهان.
- مسابقات مسترالمپیا پرورش اندام و فیزیک روسیه -۲۰۱۴ قهرمان مسابقات.[۱۵]
- مسابقات جهانی بادی کالسیک اسپانیا -۲۰۱۴ قهرمان جهان.
- مسابقات بازیهای آسیایی ساحلی بادی کالسیک پوکت تایلند - ۲۰۱۴ قهرمان آسیا.
- مسابقات جهانی پرورش اندام، بادی کلاسیک و فیزیک اسپانیا ۲۰۱۵ – قهرمان جهان.

### ورزشکار
- قهرمان پرورش اندام و فیتنس جهان.[۱۶]
- قهرمان پرورش اندام آسیا.[۱۷]
- قهرمان کاپ جهانی قطر.
- عضو تیم ملی اعزامی مسابقات آسیایی هنگ کنگ.
- فینالیست مسابقات جهانی هند ۲۰۰۳.
- عضو تیم ملی اعزامی به مسابقات جهانی چک ۲۰۰۶.
- عضو تیم ملی اعزامی به بازیهایی آسیایی قطر ۲۰۰۶.
- ۸ دوره قهرمان کشور و عضو تیم ملی.

## سوابق مربی‌گری
- مربی اسبق بدنساز تیم ملی کشتی از سال ۱۳۸۰.
- مربی بدنساز تیم ملی جودو از سال ۱۳۸۱.
- مربی بدنساز تیم فوتبال سپاهان اصفهان سال ۱۳۸۱ - ۸۲ و قهرمان لیگ برتر و جام حذفی فوتبال ایران.[۱۸]
- مربی بدنساز تیم ملی جوجیتسو از سال ۱۳۹۰.
- مربی بدنساز تیم فوتبال پیکان تهران سال ۱۳۸۷ - ۸۸.
- مربی بدنساز تیم فوتبال صبا باتری تهران سال در سال ۱۳۸۵.
- مربی بدنساز تیم فوتبال مس کرمان سال ۱۳۸۶ - ۸۷.

## مدارک مربی‌گری
- دارای کارت مربی‌گری دوره عالی مربی بدنساز از کمیته ملی المپیک.
- دارای کارت مربی‌گری بادی بیلدینگ و فیتنس از فدراسیون جهانی.
- دارای کارت داوری بین‌المللی از فدراسیون جهانی.
- دارای کارت مربی‌گری درجه یک از فدراسیون ایران.

## سوابق مدیریتی
- مدیر سازمان تیم‌های ملی از سال ۱۳۹۲ تاکنون.[۱۹][۲۰]
- مسئول کمیته استعدادیابی فدراسیون از سال ۱۳۹۲ تا ۹۶.
- سخنگوی فدراسیون از سال ۱۳۹۲ تا ۹۶.[۲۱]
- نایب رئیس هیئت بدنسازی و پرورش اندام استان تهران از سال ۱۳۹۲ تا ۹۸.[۲۲][۲۳]
- دبیر هیئت بدنسازی و پرورش اندام استان تهران از سال ۱۳۹۸ تا ۱۴۰۲.